# Michel de Prusse
Le prince Michel de Prusse (en allemand : Michael von Preußen), né le 22 mars 1940 à Berlin et mort le 3 avril 2014 à Bisingen-Thanheim, était un membre de la maison impériale d'Allemagne et royale de Prusse.

## Biographie

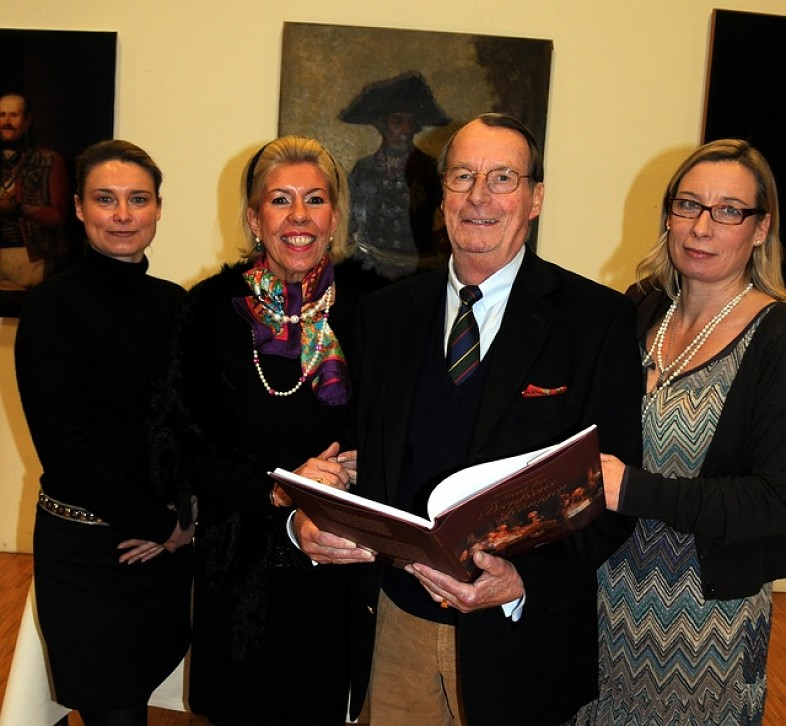
Le prince et sa femme Brigitte et ses filles.

Michel de Prusse était le fils de Louis-Ferdinand de Prusse. Son père était un petit-fils du dernier empereur allemand Guillaume II, sa mère Kira Kirillovna de Russie, une arrière petite-fille du tsar russe Alexandre II et une grand-nièce du tsar Alexandre III. Michel de Prusse était un oncle de Georges-Frédéric de Prusse, maintenant à la tête de la maison de Hohenzollern. Il a travaillé à New York et à Berlin pour la compagnie aérienne américaine Pan Am et pour l'entreprise Maritim Hôtel. Le prince a écrit des livres d'histoire. Il était marié à Jutta Jörn (dont il divorça et eut deux filles, la princesse Michaela et la princesse Nataly), puis à Brigitte Dallwitz-Wegner (1939-2016, fille de Hans Viktor Dallwitz-Wegner et d'Elisabeth Heimann),.

## Œuvres en allemand
- Ein Preußenprinz zu sein, Munich 1986
- Auf den Spuren der deutschen Monarchien, Cologne 2008
- Zu Gast bei Preußens Königen, Cologne 2009
- Die Staufer: Herrscher einer glanzvollen Epoche, Cologne 2010
- Die Preußen am Rhein: Burgen, Schlösser, Rheinromantik, Cologne 2011
- Friedrich der Große, Cologne 2011